# Лудвиг III (Пфалц)
Лудвиг III (на немски: Ludwig III fon Pfalz, Ludwig der Bärtige; * 23 януари 1378; † 30 декември 1436, Хайделберг) от фамилията Вителсбахи, е от 1410 до 1436 г. пфалцграф и курфюрст на Пфалц.

## Произход и ранни години
Син е на курфюрста и римско-германски крал Рупрехт III (1352 – 1410) и бургграфиня Елизабет Хоенцолерн (1358 – 1411), дъщеря на бургграф Фридрих V от Нюрнберг и съпругата му Елизабет фон Майсен.
През 1401 – 1402 г. Лудвиг замества баща си, който е на поход в Италия. На 15 август 1401 г. се жени в Кьолн за принцеса Бланка от Дом Ланкастър (1392 – 1409), дъщеря на крал Хенри IV от Англия. Тя умира на 22 май 1409 г.

## Управление
На 3 октомври 1410 г. вдовецът Лудвиг III получава своето наследство в Курпфалц. Той е високообразован и се ангажира религиозно.

### Участие в избора за римско-германски крал
През 1410 година, след смъртта на бащата на Лудвиг, крал Рупрехт, тронът на римско-германски крал се оказва вакантен. Лудвиг III не желае да кандидатства за римско-немски крал и помага за избора на Сигизмунд Люксембургски, който се нуждае от поддръжка в борбата за трона. В това време Йобст Моравски управлява Курфюрство Бранденбург и така е един от курфюрстите, имащи право на глас при изборите за римско-германски крал. Само че самият Сигизмунд претендира за това право и назначава Фридрих Брандербургски за свой представител от Курфюрство Бранденбург на изборите за римско-германски крал на 20 септември 1410 година.
Изборът на нов крал се усложнява от факта, че крал Вацлав IV Люксембург живее в Бохемия и църковният разкол продължава в Европа. И ако думите на курфюрста на Кьолн, който заявява, че изборът на римския крал не е необходим, тъй като Вацлав продължава да бъде римски крал, лесно се игнорират, то разколът създава много проблеми. Йохан II фон Насау, архиепископ на Майнц, и Фридрих III, архиепископ на Кьолн, които подкрепят папа Александър V от Пиза, привличат на своя страна Адолф, херцог на Берг, Стефан III Баварски и Фридрих, маркграф на Майсен и ландграф на Тюрингия.
Архиепископ Вернер фон Фалкенщайн от Трир, който подкрепя папа Григорий XII, има по-малко привърженици. Сред тях обаче са синът на починалия крал Рупрехт – курфюрст Лудвиг III Пфалц и неговият братовчед Фридрих, бургграф на Нюрнберг. Фридрих Хохенцолерн изплаща дълговете на Сигизмунд и убеждава Вернер фон Фалкенщайн от Трир и Лудвиг III Пфалц да преминат на страната на Сигизмунд.
На 1 септември 1410 г. във Франкфурт се провежда среща на избирателите. Бургграф Фридрих, пристига с голяма свита като „представител на избирателя на Бранденбург“ и планира да влезе в града заедно с 200 конници (което според „Златната була“ е разрешено само на избирателите). Но той е приет в града само като „посланик на краля на Унгария“.
На 20 септември 1410 г. Вернер фон Фалкенщайн от Трир и Лудвиг III Пфалц като избиратели, Фридрих Нюрнбергски като представител, се появяват пред градската катедрала. Избирателите на Саксония, Майнц и Кьолн отказват да започнат избори до пристигането на „избирателя на Бранденбург“ Йобст. Затова на 20 септември Йохан II фон Насау, курфюрст на Майнц, като архиепископ, забранява откриването на заседанието в църквата. Тогава Фридрих, заедно със своите съюзници, отиват до гробището в съседство с катедралата и там провъзгласяват избора на Сигизмунд. Избирателите на Майнц и Кьолн изразяват своя протест. Те привличат Вацлав на своя страна, който признава Йобст за „курфюрст-избирател от Бранденбург“. Заедно с гласа на Рудолф III от Саксония, Йобст получава 5 гласа и е провъзгласен за германски крал на 1 октомври 1410 г. в градската катедрала.
Въпреки че Сигизмунд е избран по-рано, Йобст Моравски е подкрепен от повечето избиратели. Така в империята се появяват двама римски крале. Нито единият, нито другият обаче проявяват активност до януари 1411 година. През цялото това време интересите на Сигизмунд в Германия са представени от Фридрих и Йохан от Нюрнберг и Еберхард от Вюртемберг. На 11 януари 1411 г. Сигизмунд обявява съгласието си да заеме престола. В отговор Йобст започва да събира войски, но умира при подозрителни обстоятелства на 18 януари 1411 година. Това дава възможност на Сигизмунд да си върне контрола над Бранденбург и да премахне пречките за овладяване на трона по-късно същата година. Затова Сигизмунд изпраща Фридрих при Вацлав. Братята се съгласяват, че Сигизмунд ще бъде римски крал, а Вацлав император. Решават, че заедно ще се борят срещу църковния разкол. Вацлав спечелва на страната на Сигизмунд Рудолф от Саксония, а Фридрих Хохенцолерн, избирателите на Кьолн и Майнц. Така въпреки протестите на избирателите Вернер фон Фалкенщайн и Лудвиг III Пфалц, които настояват за валидност на първите избори, Сигизмунд след юли 1411 г. е провъзгласен за римски крал за втори път, но вече в катедралата.

### Констанцки събор
На Констанцкия събор Лудвиг III участва в свалянето на папа Григорий XII. Тогава кралят го прави имперски съдия. Когато крал Сигизмунд Люксембургски отсъства, той изпълнява като съдия присъдата на Ян Хус, който е изгорен на 6 юли 1415 г. На 30 май 1416 г. Лудвиг III трябва да ръководи и изпълнението на присъдата на Йероним Пражки.
По заповед на краля Лудвиг III арестува през април 1415 г. антипапа Йоан XXIII, който тайно бяга от Констанц на 20 март 1415 г., и го държи затворен в двореца на Хайделберг, където дочаква неговото сваляне на 31 май и през пролетта 1416 г. го мести в по-сигурния замък Айхелсхайм в днешен Манхайм.

### Конфликти. Втори брак
През 1415 г. Лудвиг III се присъединява към групата (Sittichgesellschaft, основана на 17 април 1414 от херцог Хайнрих XVI Богатия от Бавария) против херцог Лудвиг VII от Бавария-Инголщат.
На 30 ноември 1417 г. в Пигнерол Лудвиг III се жени за принцеса Матилда Савойска-Ахая (1390 – 1438), дъщеря на херцог Амадей Савойски-Ахая (1363 – 1402) и на съпругата му графиня Катарина от Женева, сестра на антипапа Климент VII (1378 – 1394). Тя е сестра на блажената Маргарита Савойска-Ахая (1390 – 1464), третата съпруга на Теодоро II Палеолог, маркграф на Монферат.
През 1422/1423 г. той предприема пътуване до Прусия. От 1424 г. той е в групата на опозицията на курфюрстовете от Бинген против политиката на крал Сигизмунд.

### Последни години. Наследство
На 5 май 1426 г. умира неговият син от първия му брак, Рупрехт Англичанина, който е подготвен за наследник на трона. Потресен от смъртта му Лудвиг предприема през 1427 г. пътуване до Светите земи и се връща тежко болен. От 1430 г. той е почти сляп и през 1435 г. собствената му съпруга и нейните съветници го свалят от управлението. Той умира през 1436 г. в Хайделберг и е погребан в тамошната църква „Свети дух“.
През 1421 г. той завещава своите книги на университета в Хайделберг за свободно ползване от студентите. Това е основата за по-късно основаната „библиотека Палатина“.

## Деца
От първия брак с принцеса Бланка има един син:
- Рупрехт Англичанина (* 22 май 1406, † 20 май 1426), обявен за наследник на баща си.

От втория брак с Матилда Савойска-Ахая има децата:
- Мехтхилд (1419 – 1482), ∞ на 21 октомври 1436 г. за граф Лудвиг I от Вюртемберг-Урах (1412 – 1450);# ∞ на 10 август 1452 г. за Албрехт VI (1418 – 1463), ерцхерцог на Австрия и става ерцхерцогиня на Австрия
- Лудвиг IV (1424 – 1449), от 1436 до 1449 г. пфалцграф и курфюрст на Пфалц, ∞ 1445 принцеса Маргарета Савойска (1410 – 1479), вдовица на (титулар-) крал Луи III Валоа-Анжуйски от Дом Анжу
- Фридрих I (1425 – 1476), пфалцграф и курфюрст на Пфалц от 1451 до 1476 г. сгоден за Елизабет от Бавария-Ландсхут (1419 – 1451) (Елизабет се омъжва 1445 г. за гаф Улрих V фон Вюртемберг-Щутгарт), ∞ 1462 Клара Тот (1440 – 1520)
- Рупрехт (1427 – 1480), архиепископ на Кьолн
- Маргарета (* ок. 1428; † 23 ноември 1466), монахиня в манастир Либенау